# Digonis terranea
Digonis terranea là một loài bướm đêm trong họ Geometridae.